# 世界知的所有権機関

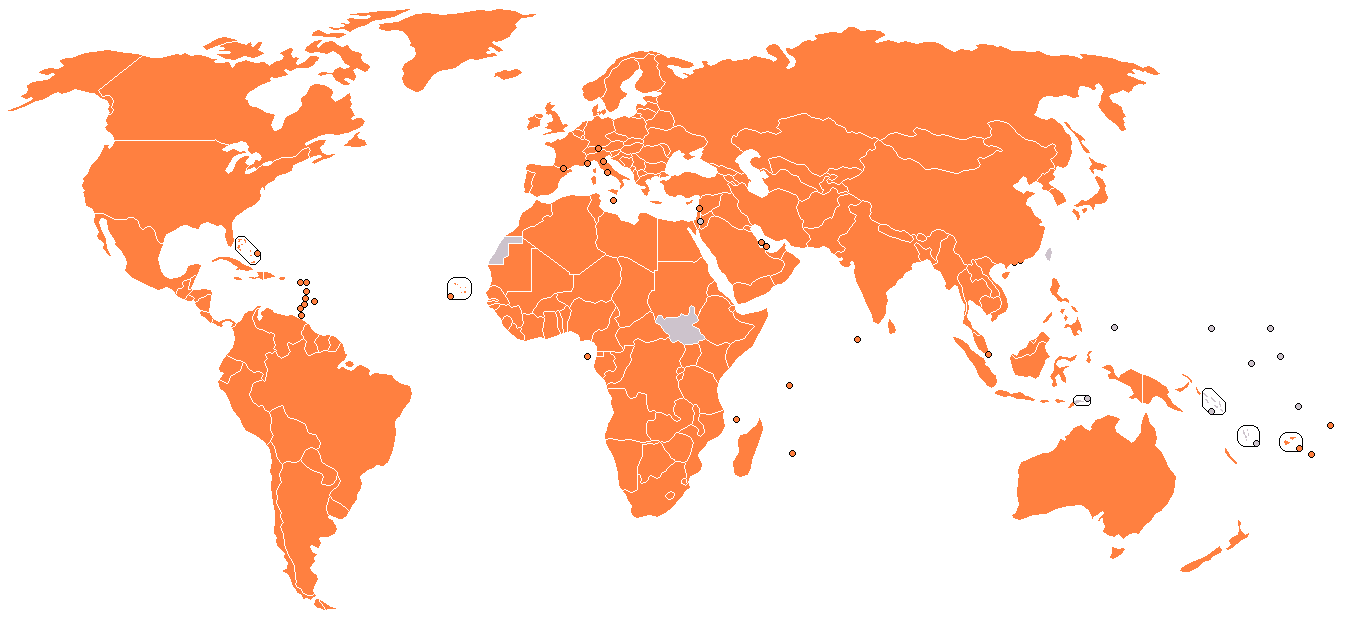
世界知的所有権機関加盟国
加盟国
非加盟国

世界知的所有権機関（せかいちてきしょゆうけんきかん、英語: World Intellectual Property Organization、WIPO、フランス語: Organisation mondiale de la propriété intellectuelle、OMPI）は、全世界的な知的財産権の保護を促進することを目的とする国際連合の専門機関である。1970年に設立され、スイスのジュネーヴに本部を置く。加盟国は194か国（2025年6月現在）。事務局長はダレン・タン（2020年10月より）。

## 沿革
1883年に知的財産権の保護に関する最初の国際条約である「工業所有権の保護に関するパリ条約」が作成され、ついで、1886年には著作権に関する条約である「文学的及び美術的著作物の保護に関するベルヌ条約」が作成された。
1892年にはこれら両条約の国際事務局を統合して、世界知的所有権機関の前身である知的所有権保護合同国際事務局 (BIRPI) が設立され、これ以降永年にわたり、BIRPI が知的財産権に関するさまざまな条約の作成及び管理を行うこととなった。BIRPI は当初、スイスのベルンに本部を置いていたが、1960年にジュネーヴに移転した。
1967年に、BIRPI を発展的に解消してより強化された知的財産に関する国際事務局を設立するために「世界知的所有権機関を設立する条約」（WIPO 設立条約）が作成され、1970年に同条約が発効したことにより WIPO が設立された。そして、WIPO は1974年に国際連合の14番目の専門機関となった。

## 活動
WIPOは、知的財産権保護の国際的な推進のための活動を行うとともに、知的財産権に関する条約、国際登録業務の管理・運営を行っている。
このうち、知的財産権保護の国際的な推進のためには、知的財産の保護に関する条約の作成、途上国への技術協力を通じた知的財産の保護水準の向上、及び、情報化の推進等の活動が行われている。

## 組織
WIPOは、その活動を行うために、一般総会、締約国会議、調整委員会、国際事務局を有することがWIPO設立条約に定められている。また、リオデジャネイロ、北京、東京、シンガポール、モスクワに事務所を有する。このうち、東京にある日本事務所は、2006年9月1日に開設されたものである。

### 一般総会
一般総会 (英語: general assembly) は、WIPOが管理するパリ条約、ベルヌ条約等の条約の締約国で構成される（「世界知的所有権機関を設立する条約」のみの締約国は参加できない）。
事務局長及び調整委員会の報告を承認し指示を与えることにより、WIPOの最高議決機関として機能するとともに、事務局長の選任や共通経費の予算の採択等を行う。

### 締約国会議
締約国会議 (英語: conference) は、「世界知的所有権機関を設立する条約」の締約国で構成される（他の条約を締結しているかどうかを問わない）。
知的財産権の分野における一般的な事項について討議し勧告を採択する。

### 調整委員会
調整委員会 (英語: coordination committee) は、「世界知的所有権機関を設立する条約」の締約国で、かつ、「工業所有権の保護に関するパリ条約」及び/または「文学・美術作品の保護に関するベルヌ条約」の執行委員会の構成国である国で構成される。
WIPOが管理する複数の条約に関する管理上及び財政上の事項その他の事項について、特に同盟共通経費の予算について、同盟の内部機関、一般総会、締約国会議及び事務局長に助言を与える。

### 国際事務局
国際事務局 (英語: international bureau) は、WIPOの事務局である。機関の首席行政官である事務局長が指揮し、2人以上の事務局次長が置かれる。

## 歴代事務局長
| 代 | 事務局長 | 事務局長                   | 任期            |
| -- | -------- | -------------------------- | --------------- |
| 1  |          | ヘオルフ・ボーデンハウゼン | 1970年 - 1973年 |
| 2  |          | アーパッド・ボクシュ       | 1973年 - 1997年 |
| 3  |          | カミール・イドリス         | 1997年 - 2008年 |
| 4  |          | フランシス・ガリ           | 2008年 - 2020年 |
| 5  |          | ダレン・タン               | 2020年 -        |

## 管理する条約
- 知的財産の保護に関する条約
  - 産業財産権に関する条約

  1. 工業所有権の保護に関するパリ条約（1883年）
  2. 特許法条約（2000年）
  3. 商標法条約（1994年）
  4. 商標法に関するシンガポール条約（2006年）
  5. 虚偽の又は誤認を生じさせる原産地表示の防止に関するマドリッド協定（1891年）
  6. オリンピック・シンボルの保護に関するナイロビ条約（1981年） - 日本は未締結
  7. 集積回路についての知的所有権に関する条約（1989年） - 未発効・日本は未締結
  8. タイプフェイスの保護及びその国際寄託に関するウィーン協定（1973年） - 日本は未締結

  - 著作権に関する条約

  1. 文学的及び美術的著作物の保護に関するベルヌ条約（1886年）
  2. 実演家、レコード製作者及び放送機関の保護に関する国際条約（ローマ条約）（1961年） - ILO、UNESCOと共管
  3. 許諾を得ないレコードの複製からのレコード製作者の保護に関する条約（レコード保護条約）（1971年） - UNESCOと共管
  4. 著作権に関する世界知的所有権機関条約（WCT）（1996年）
  5. 実演及びレコードに関する世界知的所有権機関条約（WPPT）（1996年）
  6. 視聴覚的実演に関する北京条約（2012年） - 未発効
  7. 盲人、視覚障害者その他の印刷物の判読に障害のある者が発行された著作物を利用する機会を促進するためのマラケシュ条約（2013年） - 日本は未締結
  8. 視聴覚著作物の国際登録に関する条約（フィルム登録条約）（1989年） - 日本は未締結
  9. 衛星により送信される番組伝送信号の伝達に関する条約（1974年） - UNESCOと共管、日本は未締結
- 国際的保護制度に関する条約

1. 特許協力条約（PCT）（1970年）
2. 特許手続上の微生物の寄託の国際承認に関するブダペスト条約（1977年）
3. 意匠の国際登録に関するハーグ協定（1925年）
4. 標章の国際登録に関するマドリッド協定（1891年） - 日本は未締結
5. 標章の国際登録に関するマドリッド協定の議定書（1989年）
6. 原産地名称の保護及び国際登録に関するリスボン協定（1967年） - 日本は未締結

- 分類に関する条約

1. 国際特許分類に関するストラスブール協定（1971年）
2. 意匠の国際分類を定めるロカルノ協定（1968年）
3. 標章の登録のため商品及びサービスの国際分類に関するニース協定（1957年）
4. 標章の図形要素の国際分類を設定するウィーン協定（1973年） - 日本は未締結

（カッコ内は条約の作成年）